# 石滩站 (黄海南道)
石灘站（朝鲜语：석탄역；）曾为朝鲜铁路黃海青年線上的一个车站，位于黄海南道載寧郡，启用及废止时间不明。